# Bismabenzol
Bismabenzol ist eine Organobismutverbindung. Sie leitet sich vom Benzol ab, wobei eine CH-Einheit durch ein Bismutatom ersetzt ist. Bismabenzol steht in einer Reihe mit anderen Verbindungen, bei denen eine CH-Einheit des Benzols gegen ein Atom der fünften Hauptgruppe ersetzt ist: Pyridin, Phosphabenzol, Arsabenzol und Stibabenzol. Bismabenzol ist hochreaktiv, sodass es nicht isoliert werden kann.

## Herstellung
Bismabenzol kann ausgehend von Dibutylstannacyclohexadien hergestellt werden. Dieses wird zunächst mit Bismut(III)-chlorid in Tetrahydrofuran umgesetzt. Dabei wird das Zinn- gegen ein Bismutatom ausgetauscht, das jedoch noch ein Chloratom trägt. Durch Umsetzung mit Diazabicycloundecen oder Diazabicyclononen findet eine Eliminierung statt und es bildet sich das aromatische Bismabenzol.

## Eigenschaften und Reaktionen
Bismabenzol ist hochreaktiv und polymerisiert im Normalfall innerhalb kürzester Zeit. Es kann jedoch in einer Diels-Alder-Reaktion abgefangen werden, beispielsweise mit Hexafluorbutin, wodurch ein stabiles Derivat erhalten wird. Wird die Synthese bei −78 °C durchgeführt, bildet sich ein Dimer durch Diels-Alder-Reaktion zweier Moleküle Bismabenzol. Wird die Lösung dann auf −10 °C erwärmt entsteht monomeres Bismabenzol, das kurzzeitig stabil ist und durch NMR-Spektroskopie nachgewiesen werden kann.